# Сесьё
Сесье (фр. Cessieu) — коммуна во Франции, находится в регионе Рона — Альпы. Департамент коммуны — Изер. Входит в состав кантона Тур-дю-Пен. Округ коммуны — Ла-Тур-дю-Пен.
Код INSEE коммуны — 38064. Население коммуны на 2008 год составляло 2853 человека. Населённый пункт находится на высоте от 278  до 508  метров над уровнем моря. Муниципалитет расположен на расстоянии около 440 км юго-восточнее Парижа, 50 км юго-восточнее Лиона, 55 км северо-западнее Гренобля. Мэр коммуны — M. Roland Corsat, мандат действует на протяжении 2001—2008 гг.
Динамика населения (INSEE):

## Города-побратимы
- Чивителла-Ровето, Италия (2004)